# Leichtathletik-Europameisterschaften 1969/Dreisprung der Männer

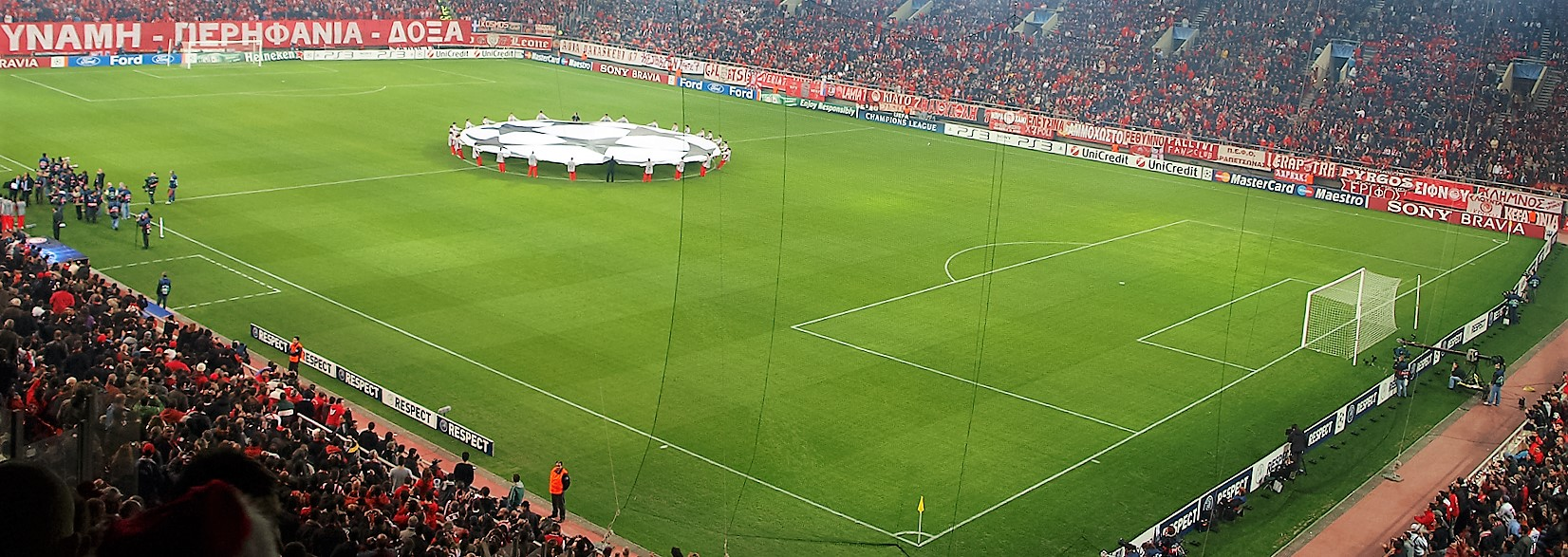
Das Karaiskakis-Stadion im Jahr 2009

Der Dreisprung der Männer bei den Leichtathletik-Europameisterschaften 1969 wurde am 16. und 17. September 1969 im Athener Karaiskakis-Stadion ausgetragen.
Europameister wurde der Olympiasieger von 1968 Wiktor Sanejew aus der Sowjetunion. Den zweiten Platz belegte der Ungar Zoltán Cziffra. Bronze ging an den DDR-Athleten Klaus Neumann.

## Rekorde

### Bestehende Rekorde
| Weltrekord           | 17,39 m | Wiktor Sanejew    | OS Mexiko-Stadt, Mexiko | 17. Oktober 1968  |
| Europarekord         | 17,39 m | Wiktor Sanejew    | OS Mexiko-Stadt, Mexiko | 17. Oktober 1968  |
| Meisterschaftsrekord | 16,67 m | Georgi Stojkowski | EM Budapest, Ungarn     | 4. September 1966 |

### Rekordverbesserungen
Der bestehende EM-Rekord wurde bei diesen Europameisterschaften zweimal verbessert:
- 16,78 m Klaus Neumann (DDR), Qualifikation 16. September
- 17,34 m – Wiktor Sanejew (Sowjetunion), Finale 17. September

## Qualifikation
16. September 1969, 17.00 Uhr
Sechzehn Teilnehmer traten zu einer Qualifikationsrunde in zwei Gruppen an. Elf Athleten (hellblau unterlegt) übertrafen die Qualifikationsweite für den direkten Finaleinzug von 16,10 m. Damit war die Mindestanzahl von zwölf Finalteilnehmern nicht erreicht. Das Finalfeld wurde mit dem nächsten bestplatzierten Sportler (hellgrün unterlegt) auf zwölf Springer aufgefüllt. So reichten für die Finalteilnahme schließlich 16,04 m.

### Gruppe A
| Platz | Name              | Nation         | Weite (m) |
| ----- | ----------------- | -------------- | --------- |
| 1     | Klaus Neumann     | DDR            | 16,78 CR  |
| 2     | Carol Corbu       | Rumänien       | 16,76     |
| 3     | Mikalaj Dudkin    | Sowjetunion    | 16,65     |
| 4     | Tony Wadhams      | Großbritannien | 16,49     |
| 5     | Serge Firca       | Frankreich     | 16,40     |
| 6     | Georgi Stojkowski | Bulgarien      | 16,39     |
| 7     | Zoltán Cziffra    | Ungarn         | 16,15     |
| 8     | Raymond Privé     | Frankreich     | 15,52     |

### Gruppe B
| Platz | Name             | Nation       | Weite (m) |
| ----- | ---------------- | ------------ | --------- |
| 1     | Wiktor Sanejew   | Sowjetunion  | 16,66     |
| 2     | Henrik Kalocsai  | Ungarn       | 16,21     |
| 3     | Jörg Drehmel     | DDR          | 16,15     |
| 4     | Giuseppe Gentile | Italien      | 16,11     |
| 5     | Kristen Fløgstad | Norwegen     | 16,04     |
| 6     | Andrzej Lasocki  | Polen        | 16,00     |
| 7     | Birger Nyberg    | Schweden     | 15,85     |
| 8     | Evangelos Vlasis | Griechenland | 15,78     |

## Finale

Europameister Wiktor Sanejew, dargestellt auf einer Briefmarke – in seiner Laufbahn unter anderem Olympiasieger 1968, 1972 und 1976
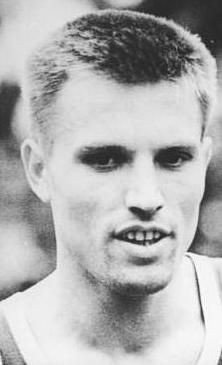
Bronzemedaillengewinner Klaus Neumann im Jahr 1968
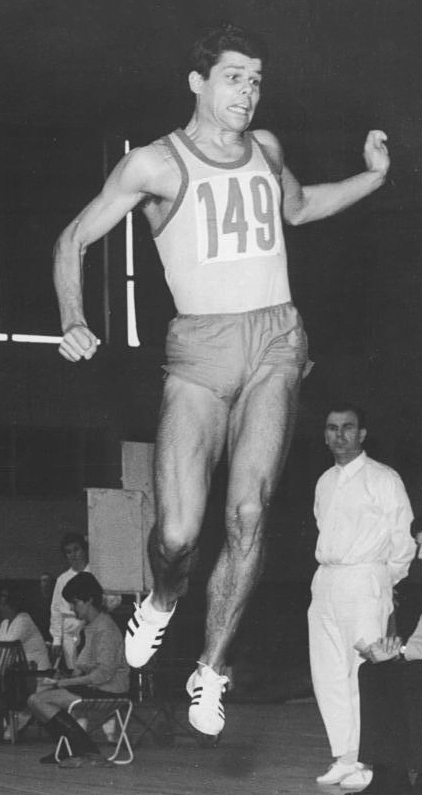
Jörg Drehmel kam auf den sechsten Platz – 1971 wurde er der nächste Europameister und gewann 1972 olympisches Silber

17. September 1969, 16.00 Uhr
| Platz | Name              | Nation         | Weite (m) |
| ----- | ----------------- | -------------- | --------- |
| 1     | Wiktor Sanejew    | Sowjetunion    | 17,34 CR  |
| 2     | Zoltán Cziffra    | Ungarn         | 16,85     |
| 3     | Klaus Neumann     | DDR            | 16,68     |
| 4     | Carol Corbu       | Rumänien       | 16,56     |
| 5     | Mikalaj Dudkin    | Sowjetunion    | 16,46     |
| 6     | Jörg Drehmel      | DDR            | 16,23     |
| 7     | Giuseppe Gentile  | Italien        | 16,03     |
| 8     | Serge Firca       | Frankreich     | 15,94     |
| 9     | Tony Wadhams      | Großbritannien | 15,90     |
| 10    | Henrik Kalocsai   | Ungarn         | 15,79     |
| 11    | Kristen Fløgstad  | Norwegen       | 15,71     |
| 12    | Georgi Stojkowski | Bulgarien      | 15,14     |

Die Versuchsserie des Europameisters Wiktor Sanejew lautete wie folgt:

17,34 m – 16,30 m – 16,61 m – 16,85 m – 16,94 m – 16,94 m

## Videolinks
- EUROPEAN ATHLETICS 1969 ATHENS TRIPLE JUMP SANEYEV, youtube.com, abgerufen am 23. Juli 2022
- European Athletics Finals (1969), Bereich: 0:15 min bis 0:18 min, youtube.com, abgerufen am 23. Juli 2022